# 陕西航空职业技术学院
陕西航空职业技术学院，是一所位于中国陕西省漢中市的公办普通专科高校。

## 校史
1982年6月，O一二基地工学院成立。
1989年经教育部备案，原航空工业部批准O一二基地工学院更名为陕南航空职工大学。
2003年4月，经陕西省人民政府批准，教育部备案改制为陕西航空职业技术学院。

## 现状
陕西航空职业技术学院隶属于陕西省教育厅和中國航空工業集團。 学院现有全日制在校生10000余人，教职员工582人。可使用土地面积753亩,建筑面积210385㎡，总资产近3亿元，各类教学仪器设备总值4789万元；拥有机电液气、传感器、焊接技术、机械创新、电子装配等56个校内实验实训室，建有标准田径运动场和室内运动场馆，图书馆各类藏书57万余册。

## 院系设置
1. 机械工程学院
2. 机电工程学院
3. 材料与建筑工程学院
4. 电子工程学院
5. 管理工程学院
6. 文理学院
7. 思政教学部
8. 继续教育部

1. 汉中工业技术研究院
2. 高等职业教育研究室